# Mistrzostwa świata do lat 18 w hokeju na lodzie mężczyzn 2022
23. Mistrzostwa Świata do lat 18 w Hokeju na Lodzie odbyły się w dniach od 23 kwietnia do 1 maja 2012 r. w niemieckich miastach Landshut i Kaufbeuren. To były trzecie mistrzostwa rozgrywane w Niemczech.

## Elita
| Lp. | Drużyna           |
| --- | ----------------- |
|     | Szwecja           |
|     | Stany Zjednoczone |
|     | Finlandia         |
| 4   | Czechy            |
| 5   | Kanada            |
| 6   | Szwajcaria        |
| 7   | Łotwa             |
| 8   | Niemcy            |

W tej części mistrzostw uczestniczyło 8 najlepszych drużyn na świecie. System rozgrywania meczów jest inny niż w niższych dywizjach. Najpierw drużyny grały w dwóch grupach preeliminacyjnych, każda po 4 drużyny. Spośród nich wszystkie bezpośrednio awansowały do ćwierćfinałów. Żadna drużyna w tym sezonie nie spadła do niższej dywizji.

## Pierwsza dywizja
Grupa A
| Lp. | Drużyna    |
| --- | ---------- |
| 1   | Słowacja   |
| 2   | Norwegia   |
| 3   | Francja    |
| 4   | Kazachstan |
| 5   | Dania      |
| 6   | Japonia    |

Grupa B
| Lp. | Drużyna  |
| --- | -------- |
| 1   | Węgry    |
| 2   | Ukraina  |
| 3   | Włochy   |
| 4   | Słowenia |
| 5   | Austria  |
| 6   | Polska   |

W mistrzostwach pierwszej dywizji brało udział 12 zespołów, które podzielono na dwie grupy po 6 zespołów. Rozegrały mecze systemem każdy z każdym. Zwycięzca turnieju grupy A awansował do mistrzostw świata elity w 2023 roku, zaś najsłabsza drużyna grupy B spadła do drugiej dywizji.
Grupa A rozgrywała swoje mecze w słowackich Pieszczanach w dniach 11–17 kwietnia 2022 roku.
Grupa B rozgrywała swoje mecze we włoskim w Asiago w dniach 25 kwietnia–1 maja 2022 roku.

## Druga dywizja
Grupa A
| Lp. | Drużyna          |
| --- | ---------------- |
| 1   | Korea Południowa |
| 2   | Estonia          |
| 3   | Wielka Brytania  |
| 4   | Litwa            |
| 5   | Rumunia          |
| 6   | Serbia           |

Grupa B
| Lp. | Drużyna   |
| --- | --------- |
| 1   | Chorwacja |
| 2   | Hiszpania |
| 3   | Holandia  |
| 4   | Bułgaria  |
| 5   | Chiny     |
| 6   | Australia |

W mistrzostwach drugiej dywizji uczestniczyło 10 zespołów, które podzielono na dwie grupy po 6 i 4 zespoły. Rozgrywały one mecze systemem każdy z każdym. Zwycięzca turnieju grupy A awansował do mistrzostw świata pierwszej dywizji w 2023 roku, zaś najsłabsza drużyna grupy B spadła do trzeciej dywizji.
Grupa A rozgrywała swoje mecze w estońskim Tallinnie w dniach 3–9 kwietnia 2022 roku.
Grupa B rozgrywała swoje mecze w bułgarskiej w Sofii w dniach 21–24 marca 2022 roku.

## Trzecia dywizja
Grupa A
| Lp. | Drużyna         |
| --- | --------------- |
| 1   | Chińskie Tajpej |
| 2   | Belgia          |
| 3   | Islandia        |
| 4   | Izrael          |
| 5   | Meksyk          |
| 6   | Turcja          |

Grupa B
| Lp. | Drużyna              |
| --- | -------------------- |
| 1   | Bośnia i Hercegowina |
| 2   | Luksemburg           |
| 3   | Południowa Afryka    |
| 4   | Nowa Zelandia        |
| 5   | Hongkong             |

W mistrzostwach trzeciej dywizji uczestniczyło 9 zespołów, które zostały podzielone na dwie grupy po 6 i 3 zespoły. Rozgrywały mecze systemem każdy z każdym. Zwycięzca turnieju grupy A awansował do mistrzostw świata drugiej dywizji w 2019 roku, zaś zwycięska drużyna grupy B w przyszłym sezonie będzie występować w grupie A.
Grupa A rozgrywała swoje mecze w tureckim Stambule w dniach 11–17 kwietnia 2022 roku.
Grupa B rozgrywała swoje mecze w bośniackim Sarajewie w dniach 17–22 kwietnia 2022 roku.